# The Nuclear Observatory Of Mr. Nanof
| Recensione | Giudizio |
| ---------- | -------- |
| AllMusic   |          |

The Nuclear Observatory Of Mr. Nanof è un album in studio del compositore e musicista italiano Piero Milesi, che ne è anche produttore ed ideatore della copertina.
Pubblicato negli Stati Uniti d'America nel 1986 dalla Cuneiform Records, raccoglie alcune composizioni destinate al teatro e al cinema (lo stesso titolo è un riferimento a L'osservatorio nucleare del signor Nanof dello Studio Azzurro, un documentario girato da Paolo Rosa sull'artista NOF4).

## Lista delle tracce
| #   | Titolo                                              | Durata | Provenienza                                                                                          |
| --- | --------------------------------------------------- | ------ | --- |
| 1.  | Mr. Nanof's Tango                                   | 12:53  | L'osservatorio nucleare del signor Nanof                                                             |
| 2.  | Tom Thumb                                           | 1:25   | La Casa Fuori Misura di Giulia Ciniselli del 1985.                                                   |
| 3.  | Between The Scale And The Apple                     | 0:49   | La Casa Fuori Misura                                                                                 |
| 4.  | Scene Of The Madmen                                 | 1:10   | L'osservatorio nucleare del signor Nanof                                                             |
| 5.  | Waiting For The Fête                                | 0:52   | La Casa Fuori Misura                                                                                 |
| 6.  | My Dad Had Two Mommies And Two Daddies              | 0:50   | La Casa Fuori Misura                                                                                 |
| 7.  | Graffiti                                            | 1:31   | L'osservatorio nucleare del signor Nanof                                                             |
| 8.  | Towards The Tree In Front Of The House              | 0:43   | La Casa Fuori Misura                                                                                 |
| 9.  | The Procession                                      | 4:50   | La Notte Dei Re, progetto per Epiphany 1986 di Sisto Dalla Palma.                                    |
| 10. | Three Figurations: The Braid, The Rhombus, The Star | 4:33   | La Notte Dei Re                                                                                      |
| 11. | The Presence Of The City                            | 7:10   | Il video La Presenza della Città, diretto da Gabriella Belotti e prodotto dal Politecnico di Milano. |
| 12. | Pantelleria+                                        | 4:13   | Arte Degli Ambienti-Pantelleria (1986), prodotto da Lo Spettacollo.                                  |
| 13. | Questa Non É La Mia Voce (This Is Not My Voice)+    | 3:23   | La Variabile Felsen, diretto da Paolo Rosa e prodotto dallo Studio Azzurro.                          |
| 14. | Writing On The Glass+                               | 1:54   | La Variabile Felsen                                                                                  |
| 15. | In The Car With Mr. Felsen+                         | 3:09   | La Variabile Felsen                                                                                  |
| 16. | Let Ninusk Be+                                      | 1:54   | |
| 17. | Waterfall                                           | 3:09   | La Notte Dei Re                                                                                      |

+ non presenti nell'edizione originale in vinile. Inserite nella ristampa su CD nel 1992.

## Formazione
- Piero Milesi - conduttore (1, 4, 7), tastiere (dalla 1 alla 8, 12, 16)
- Silvio Righini - violoncello (1, 4, 7, 13, 14 e 15)
- Mauro Righini - viola (1, 4, 7)
- Carlo De Martini (1, 4, 7, 13 to 15), Daniela Bozzolo (1, 4, 7) - violino
- Alberto Mompellio (1, 4, 7), Paolo Brunelli (1, 4, 7) - tastiere
- Mario Arcari - lyricon (1, 4, 7)
- Valerio Festi - fuochi d'artificio (9, 10, 17)
- Alessandro De Curtis - pianoforte (11, 14, 15)
- Riccardo Sinigaglia - programmatore (computer) (2, 3, 5, 6, 8)
- Ellade Bandini - rullante, piatti (1, 4, 7)
- Lucia Memo Pickova - voce soprana (13, 14 e 15)
- Walter Morelli - timpani (1, 4, 7)

## Produzione
- Piero Milesi - produttore, compositore, ideatore della copertina
- Georgiana Goodwin - cover design
- Allan Goldberg (1, 4, 7), Ezio De Rosa (9, 10, 17), Giancarlo Lupo (2, 3, 5, 6, 8), Lino Castriotta (11) - ingegneri del suono
- Roger Seibel - masterizzatore
- Studio Azzurro - fotografia di copertina
- Peter Kaspar - fotografia di retro copertina